# Istituti archeologici stranieri in Grecia
Ci sono 19 istituzioni archeologiche straniere in Grecia, 17 delle quali sono accreditate ufficialmente come Istituti Stranieri (conosciuti anche come "Scuole"), tutte con sede ad Atene. Molti di questi istituti possiedono proprie biblioteche specializzate nell'archeologia e storia della Grecia antica, organizzano regolarmente seminari e convegni, mettono a disposizione borse di studio e offrono un alloggio temporaneo per gli studiosi in visita.
Alcuni istituti hanno anche centri di studio e sedi permanenti fuori Atene.

## Istituti archeologici stranieri ad Atene
- Scuola americana di studi classici di Atene (ASCSA)
- Istituto archeologico australiano ad Atene (AAIA)
- Istituto archeologico austriaco ad Atene (ÖAI Athen)
- Scuola belga ad Atene (EBSA)
- British School ad Atene (BSA)
- Istituto canadese ad Atene (CIG-ICG)
- Istituto danese ad Atene (DIA)
- Istituto finlandese ad Atene (FIA)
- Scuola francese di Atene (EfA)
- Istituto georgiano ad Atene
- Istituto archeologico germanico di Atene (DAI Athen)
- Istituto irlandese di studi greci ad Atene (IIHSA)
- Scuola archeologica italiana di Atene (SAIA)
- Istituto olandese ad Atene (NIA)
- Istituto norvegese ad Atene (NIA)
- Istituto svedese ad Atene (SIA)
- Scuola svizzera di Archeologia in Grecia (ESAG/SASG/SEAG)
- Biblioteca nordica ad Atene